# زمین‌لرزه ۱۹۵۶ سوریه
زمین‌لرزه سوریه  در تاریخ ۱۶ مارس ۱۹۵۶ میلادی، برابر با ‎۲۵ اسفند ۱۳۳۴، ساعت ۱۹:۳۲:۰۰ به زمان یوتی‌سی در سوریه رخ داد. بزرگی آن ۵٫۸ در مقیاس ریشتر اعلام شده‌است. زمین‌لرزه به وقت محلی در روز جمعه، ساعت ۲۱ روی داده و منطقه زمانی آن یوتی‌سی +۲ بوده‌است .
سازمان زمین‌شناسی آمریکا نیز جای این زمین‌لرزه را در مختصات ۳۵°۳۰′شمالی ۳۵°۳۰′شرقی / ۳۵٫۵°شمالی ۳۵٫۵°شرقی و بزرگی آنرا برابر با ۵٫۸ در مقیاس ریشتر اعلام کرده‌است. 
شمار کشتگان زلزله حدود ۱۴۸ نفر بوده‌است.